# 錫比提河
錫比提河（Sibiti River）是坦桑尼亞的河流，屬於埃亞西湖的主要支流，位於塞倫蓋蒂國家公園以南，河道全長75公里，是全世界少數的自然運河之一。
3°49′S 34°46′E / 3.817°S 34.767°E